# Cheilosia tendens
Cheilosia tendens är en tvåvingeart som beskrevs av Charles Howard Curran 1928. Cheilosia tendens ingår i släktet örtblomflugor, och familjen blomflugor. Inga underarter finns listade i Catalogue of Life.